# Odaii, Krîjopil
Odaii (în ucraineană Одаї) este un sat în comuna Hareacikivka din raionul Krîjopil, regiunea Vinnița, Ucraina.

## Demografie
Componența lingvistică a localității Odaii
     Ucraineană (100%)
Conform recensământului din 2001, toată populația localității Odaii era vorbitoare de ucraineană (100%).